# Simulium reptans
Simulium reptans är en tvåvingeart som först beskrevs av Carl von Linné 1758.  Simulium reptans ingår i släktet Simulium och familjen knott. Arten är reproducerande i Sverige. Inga underarter finns listade i Catalogue of Life.

## Bygdemål
| Namn      | Trakt                    | Referens |
| --------- | ------------------------ | -------- |
|           |                          |          |
| Avaåt     | Småland (Västbo)         | [ 12 ]   |
|           |                          |          |
| Knatt     | Småland                  | [ 13 ]   |
| Knätt     | Småland                  | [ 13 ]   |
|           |                          |          |
| Krålmygga | Västerbotten, Norrbotten | [ 14 ]   |
| Oknött    | Småland                  | [ 13 ]   |